# Lissonota salubria
Lissonota salubria là một loài tò vò trong họ Ichneumonidae.